# Palazzo Corrado Alvaro
Palazzo Corrado Alvaro (già Palazzo Foti) è un importante edificio di Reggio Calabria, sede della città metropolitana. Precedentemente intitolato a Pietro Foti, patriota e sindaco della città sul finire del XIX secolo, prende l'attuale denominazione nel 2015 in onore di Corrado Alvaro, scrittore e poeta nato a San Luca.
Occupa l'isolato compreso tra Piazza Vittorio Emanuele II (detta "Piazza Italia"), il Corso Garibaldi, la via Pietro Foti e la via Miraglia. Nella stessa area sorgeva in precedenza il Palazzo dell'Intendenza, andato distrutto in occasione del terremoto del 1908.
L'attuale palazzo fu progettato nel 1913 dall'architetto Camillo Autore e dall'ingegnere Gaetano Spinelli, e fu realizzato nel 1920, subendo delle modifiche in corso d'opera (nel frattempo gli uffici dell'amministrazione provinciale vennero ospitati in uno dei baraccamenti del rione "Manti" tra via Possidonea e via Filippini).

## Architettura

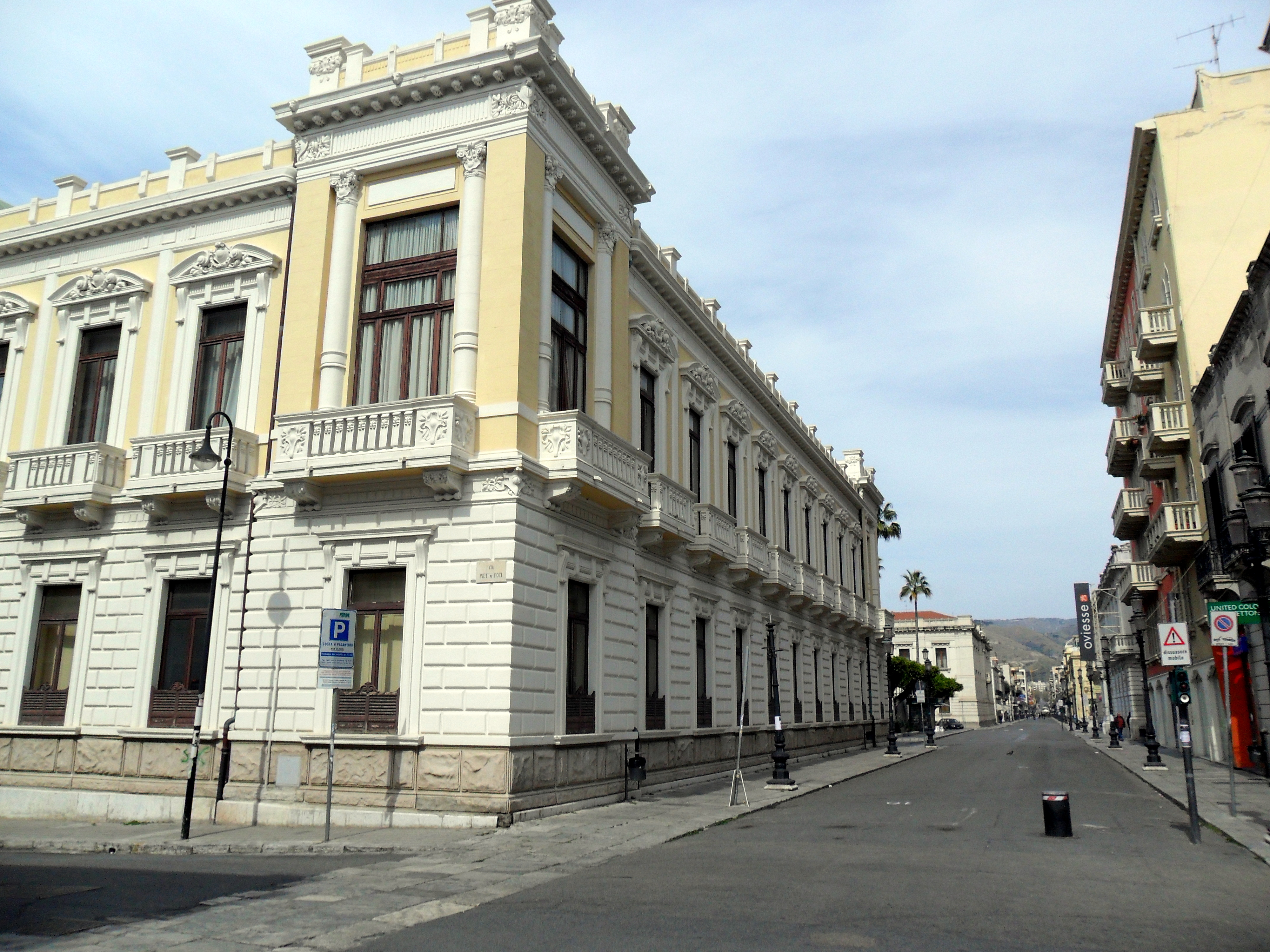
Il palazzo visto da Corso Garibaldi

La volumetria esterna di Palazzo Corrado Alvaro trova la sua maggiore espressione sulla facciata che dà sulla piazza e nei quattro elementi che caratterizzano gli angoli. I prospetti presentano al pian terreno una serie di finestre architravate, al primo piano dei balconi sormontati da timpani ricurvi e decorazioni. Le superfici sono caratterizzate a piano terra da una disposizione regolare di bugnato, al primo piano da intonaco liscio. Una cornice sormontata da balaustra, contenente motivi floreali e geometrici, delimita l'altezza dell'edificio.

## Opere d'arte presenti

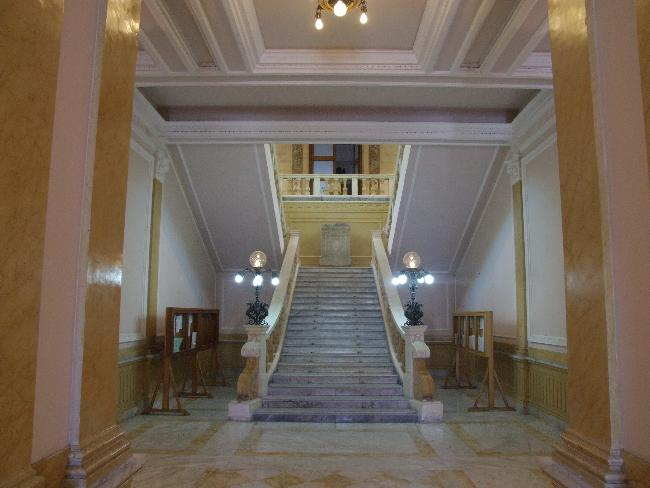
La scalinata interna del Palazzo.

All'interno del palazzo sono custodite alcune opere d'arte di vari artisti. Tra esse vanno menzionate:
- La "pala marmorea" di Alessandro Monteleone che raffigura il Sacrificio dei Martiri di Gerace, lo Sbarco di Giuseppe Garibaldi e la difesa di Reggio. Barlaam di Seminara che impartisce lezioni di greco a Petrarca e Boccaccio.
- due mosaici ad opera di A. Mori che ritraggono il Miracolo si San Paolo e la colonna ardente e la Partecipazione alle Crociate dei nobili della città.
- Una tela del 1869 ad opera di Benassai dal nome La raccolta del grano
- Un olio su tela ad opera di Domenico Augimeni dal nome I contadini
- Una Testa di donna dormiente ad opera di Panetta
- Un dipinto ad opera dell'artista Galante raffigurante l'allegoria del fenomeno della fata morgana
- Due teste di donna ad opera di Francesco Jerace.

Di notevole importanza dal punto di vista artistico è la scalinata che conduce alle sale del primo piano, impreziosita da un'ara di epoca romana.
Al Palazzo della Città Metropolitana sono oggi disponibili varie aree per mostre, esposizioni, convegni ed eventi. In linea con l'idea originaria del progetto di restituire il Palazzo ai cittadini, rendendolo più fruibile ed aperto a tutti, sono oggi disponibili varie aree per mostre, esposizioni, convegni ed eventi.

## Il restauro
Dopo essere stato oggetto di un lungo restauro, di recente il Palazzo della Provincia di Reggio è stato restituito alla città, ampliato grazie al recupero di due nuovi spazi nelle vecchie chiostrine (la sala convegni e la sala mostre) e di un solarium sul terrazzo. Oltre le strutture dell'edificio sono stati oggetto di restauro:
- I mosaici e le tele inserite nelle strutture di soffitti pavimenti e pareti, come la Fata Morgana di Galante ed altri dipinti della sala Monsignor Ferro.
- I bassorilievi di Monteleone, nella sala del Consiglio del 1954.
- I busti in marmo e bronzo come Il Generale di Giuseppe Renda, l'Eroica e l'Era di maggio e Victa di Francesco Jerace degli anni 1920-1924.
- Tutti i mobili antichi, le ringhiere, i lampadari, i cancelli e i pastorali sono stati restaurati e preservati.